# Wegweiser bei Velsdorf
Der denkmalgeschützte Wegweiser bei Velsdorf befindet sich südlich von  Velsdorf im Landkreis Börde in Sachsen-Anhalt, Deutschland.

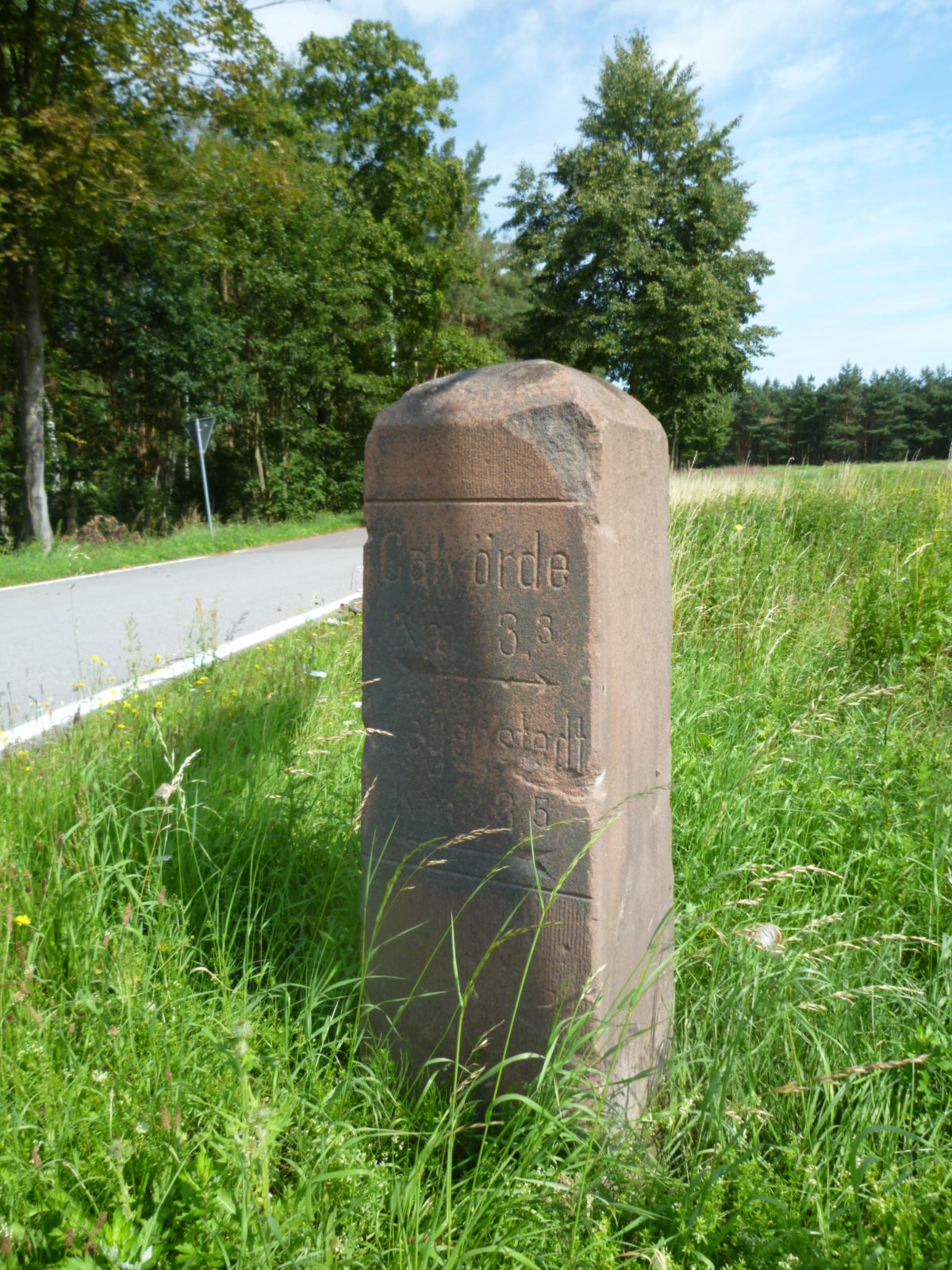
Wegweiser bei Velsdorf, 2011

## Beschreibung
Bei dem um 1900 entstandenen Wegweiser am Abzweig zur Kreisstraße 1138 nach Velsdorf, an der Landstraße 24, die Calvörde mit Wegenstedt verbindet, handelt es sich um eine vierkantige Stele aus rotem Sandstein, die auf zwei Seiten mit deutlich lesbaren eingemeißelten Orts- und Kilometerangaben in Richtung Calvörde – Wegenstedt bzw. in Richtung Velsdorf versehen ist. Der Distanzstein steht unter Denkmalschutz und ist im Denkmalverzeichnis mit der Nummer 094 30511 als Kleindenkmal erfasst.